# غوستاف هارتينيك
غوستاف هارتنك (27 يوليو 1892 - 13 يناير 1984) جنرالًا ألمانيًا في الفيرماخت خلال الحرب العالمية الثانية. حصل على وسام الفارس الصليبي الحديدي لألمانيا النازية. قاد فيلق فيلق الفرسان الأول.

## الجوائز والأوسمة
- وسام الفارس الصليبي الحديدي في 21 سبتمبر 1944 كجنرال دير كافاليري وقائد فيلق الفرسان الأول [2]

### اقتباسات
1. 1 2 3  Nuremberg Trials Project (بالإنجليزية), QID:Q78909371
2. ↑  Fellgiebel 2000, p. 178.

### قائمة المراجع
- Fellgiebel, Walther-Peer (2000) [1986]. Die Träger des Ritterkreuzes des Eisernen Kreuzes 1939–1945 — Die Inhaber der höchsten Auszeichnung des Zweiten Weltkrieges aller Wehrmachtteile [The Bearers of the Knight's Cross of the Iron Cross 1939–1945 — The Owners of the Highest Award of the Second World War of all Wehrmacht Branches] (بالألمانية). Friedberg, Germany: Podzun-Pallas. ISBN:978-3-7909-0284-6.

| مناصب عسكرية    | مناصب عسكرية                                        | مناصب عسكرية    |
| --------------- | --------------------------------------------------- | --------------- |
| سبقه {{{سبقه}}} | Commander of 72. Infanterie-Division ‏ {{{الأعوام}}} | تبعه {{{تبعه}}} |
| سبقه {{{سبقه}}} | Commander of فيلق الفرسان الأول {{{الأعوام}}}       | تبعه {{{تبعه}}} |